# اداکاتاهالی
اداکاتاهالی (به انگلیسی: Adakatahalli) در هند است که در کارناتاکا واقع شده‌است.